# Florida Photographic Collection

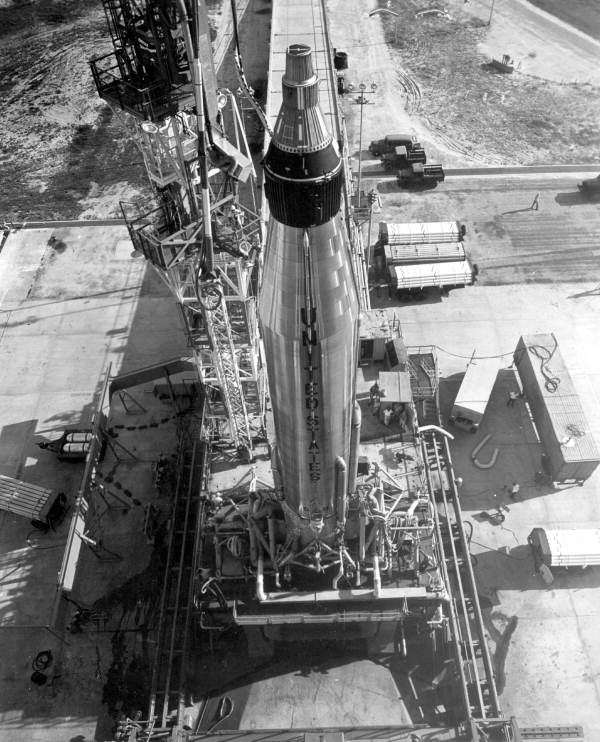
Mercury-Atlas na Mysu Canaveral

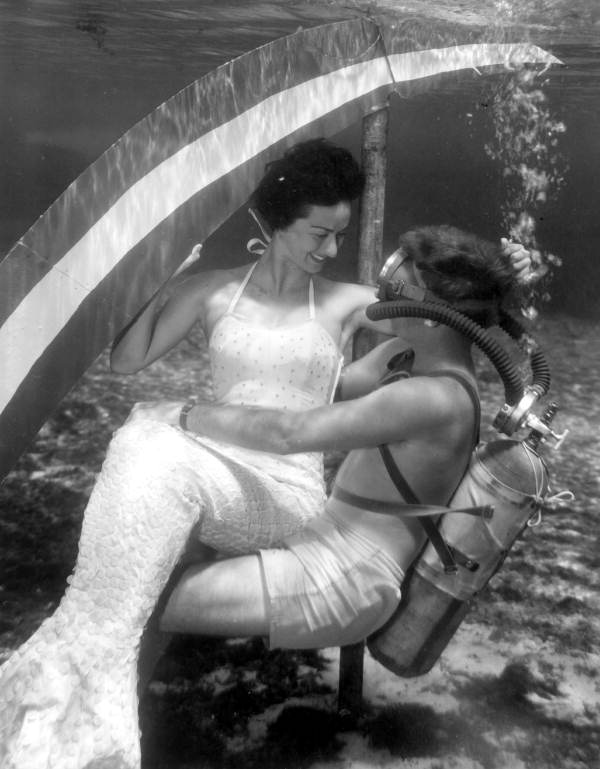
Lov mořských pannen na Rainbow Springs

Florida Photographic Collection, Floridská fotografická sbírka je všeobecně uznávanou součástí Floridského státního archivu (State Archives of Florida) a obsahuje více než milion snímků a více než 6000 filmů a videokazet. Přes 150 000 fotografií je k dispozici na internetových stránkách.
"Díky více než 150 000 digitalizovaných fotografií Floridské fotografické sbírky je k dispozici nejkompletnější online portrét Floridy. Svou sílu čerpá z rodinných fotografií, domácích Floriďanů, jejich práce a jejich zálib."
Kolekce zahrnuje širokou škálu vizuálních obrazů z kopií map z poloviny 15. století až po aktuální fotografie. Témata stojící za zmínku jsou raketové starty z Cape Canaveral Air Force Station, pokusy o největší pozemní rychlostní rekord na Daytona Beach (zejména fotografie Richarda LeSesneho) a obrovský počet rekreantů.

## Informace o autorských právech pro archiv
Používání fotografií a dalších materiálů Floridského státního archivu se řídí zákony státu, v některých případech zněním darovacích smluv, díky kterým archiv snímky získal. Přímý dotaz na Floridský archiv o konkrétním použití na Wikipedii/Commons (13. května 2008) dostal následující odpověď: 
Můžete použít kterýkoliv z obrázků zveřejněných na internetových stránkách projektu Florida Memory Project. Floridský státní archiv si není vědom žádných otázek autorských práv u některého z obrazů.

## Galerie

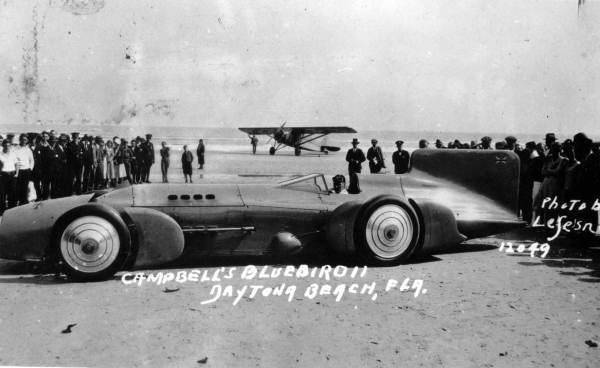
Richard LeSesne: Automobil Blue Bird Malcolma Campbella
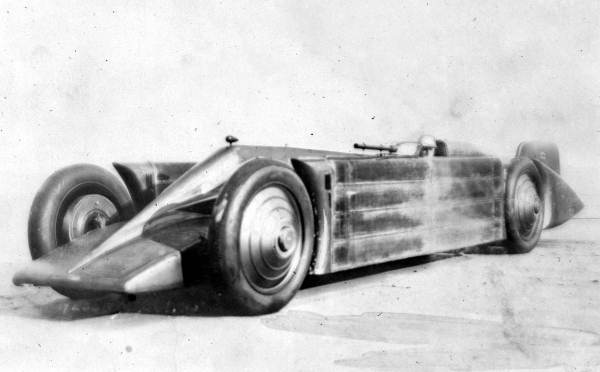
Vůz Golden Arrow, 1929
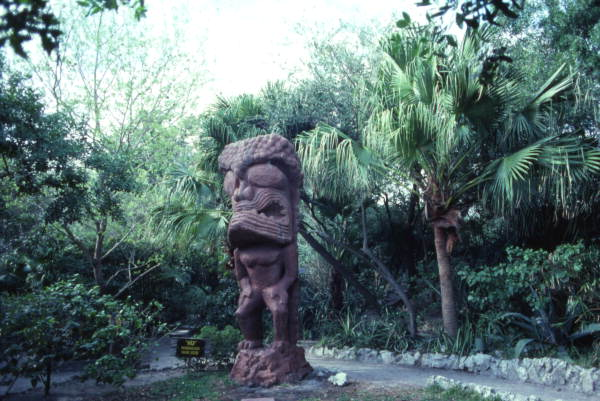
Bůh války Ku' Hawaiian, Rocks Beach, Florida
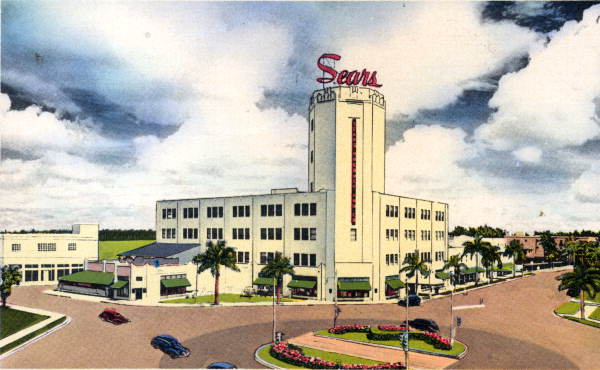
Sears, Roebuck and Company Department Store, Miami, Florida
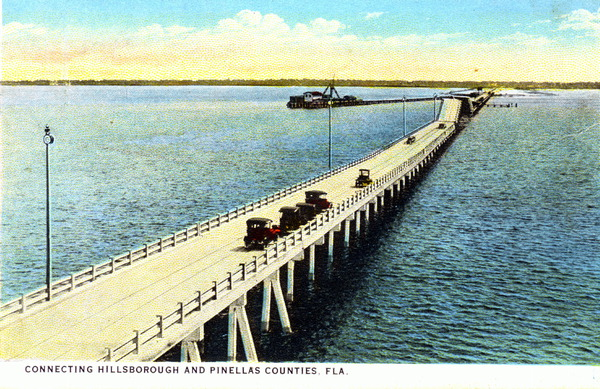
Most Gandy Bridge přes zátoku Tampa Bay
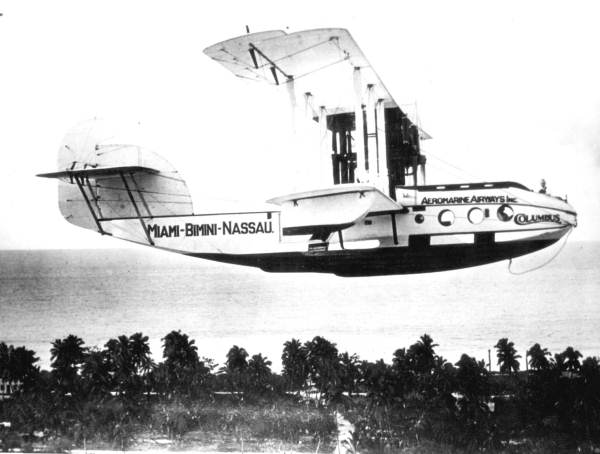
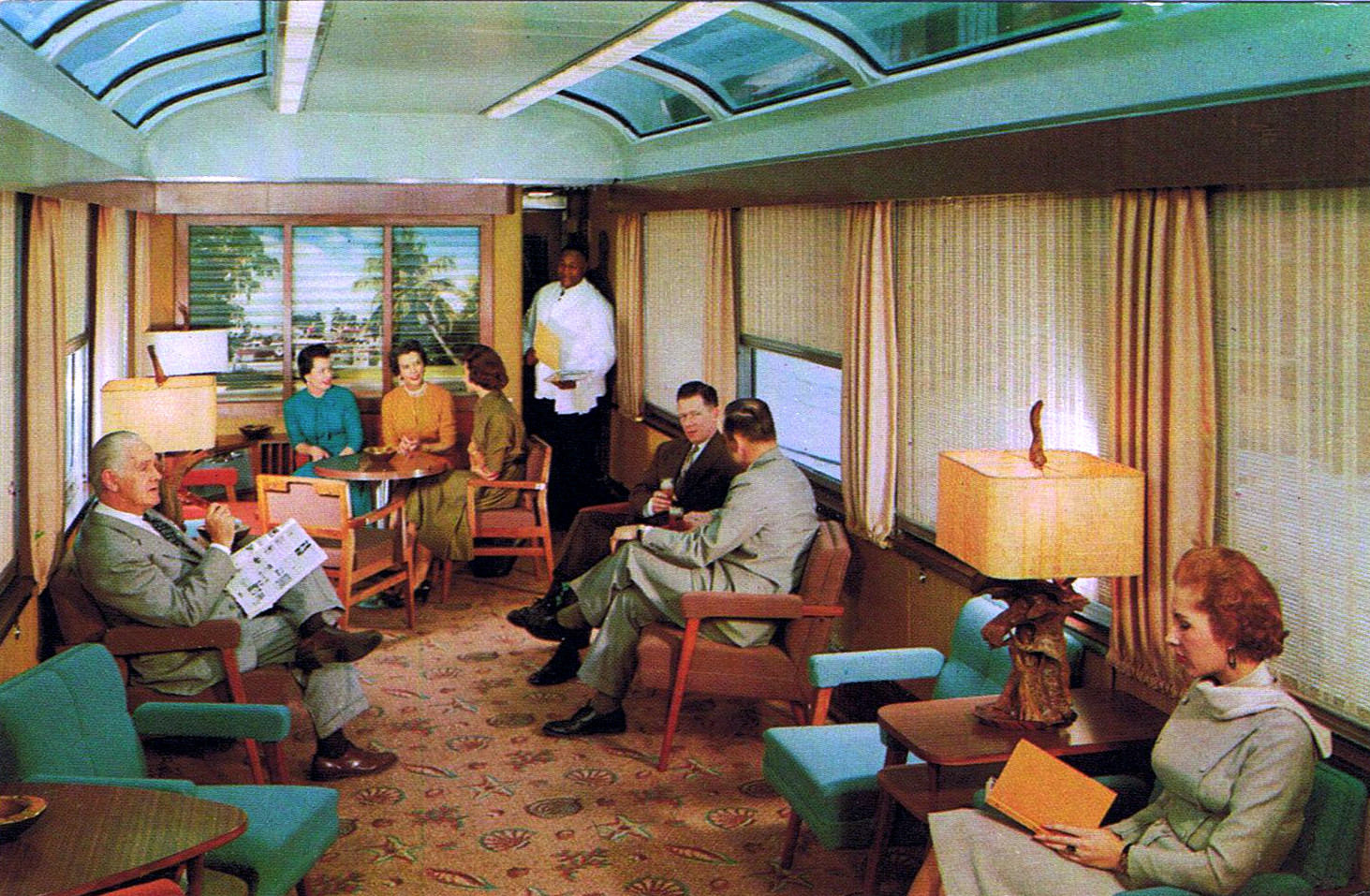